# Guðlaugur Friðþórsson
Guðlaugur „Laugi“ Friðþórsson (transkribiert Gudlaugur Fridthorsson; * 24. September 1961) ist ein isländischer Fischer, der 1984 Bekanntheit erlangte, als er den Untergang seines Fischerbootes überlebte und hierbei Bedingungen überstand, die allgemein als todbringend eingeschätzt werden. Während des Unfalls hielt er sich über mehrere Stunden in 5 °C kaltem Wasser auf, was er wohl nur aufgrund einer speziellen Fettstruktur und eines eisernen Willens überlebte. Hierauf anspielend wird Guðlaugur bisweilen als Seehund-Mann bezeichnet.

## Schiffsuntergang 1984

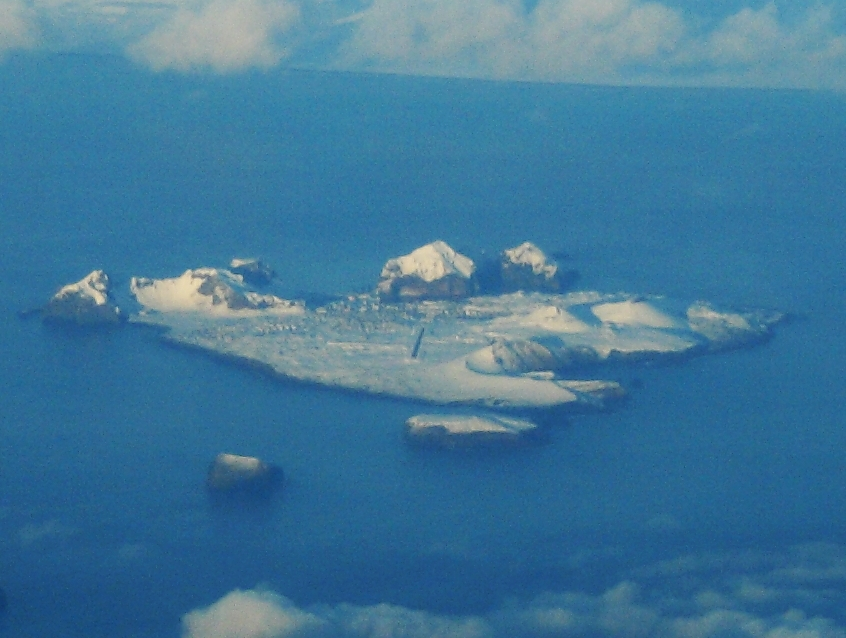
Luftaufnahme der Insel Heimaey

Am 11. März 1984 war Guðlaugur Friðþórsson auf dem Fischtrawler Hellisey VE-503 beschäftigt, als dieser sich vor der isländischen Küste mit dem Grundschleppnetz ca. sieben Kilometer vor der Insel Heimaey auf den Westmännerinseln an einem Hindernis am Meeresboden verfing und kenterte. Von den fünf Besatzungsmitgliedern starben zwei bereits bei dem Unfall, da sie es nicht schafften, das kieloben schwimmende Schiff zu verlassen. Guðlaugur und zwei weitere Männer, unter ihnen der Kapitän Hjörtur Jónsson, konnten sich auf den Kiel retten.
Da das Kentern ohne Vorwarnung erfolgte, hatte die Besatzung keinen Notruf senden können, nach einer gewissen Zeit war jedoch eine Rückmeldung bei der Küstenwache fällig, deren Fehlen ebenfalls zum Aussenden von Hilfe geführt hätte. Weiterhin versuchten die Männer, das an der gekenterten Hellisey befestigte Rettungsboot zu lösen, was jedoch wegen der verrosteten Befestigungen misslang. Als das Schiff nach 45 Minuten unter den Männern wegsackte, beschlossen sie, zum ca. 5 km entfernten Land zu schwimmen. Die Wassertemperatur betrug zu diesem Zeitpunkt ca. 5 °C, wenig mehr als die Lufttemperatur von ca. 3 °C. Unter diesen Bedingungen beträgt die erwartete Überlebensdauer weniger als 30 Minuten, da der menschliche Körper im Wasser ca. 25-mal schneller Wärme verliert als an der Luft. Außerdem waren die Männer bereits von der Zeit auf dem Kiel ausgekühlt und erschöpft.
Nachdem sie das Schiff verlassen hatten, starb der erste Mann recht schnell. Der Kapitän Hjörtur Jónsson und Guðlaugur schwammen eine Weile miteinander, dann verschwand auch Hjörtur Jónsson und Guðlaugur Friðþórsson blieb allein zurück. Er streifte Stiefel und Ölzeug ab und schwamm nur in Jeans, Shirt und Pullover weiter. Guðlaugur berichtete später, dass er in dieser Zeit mit Möwen gesprochen habe und ein anderes Boot in weniger als 100 m Entfernung passierte, ohne dass dieses sein Rufen bemerkte. Nach verschiedenen Quellen schwamm er zwischen 3 und 6 Stunden, bevor er die Insel Heimaey erreichte.
An dieser Stelle waren die Klippen jedoch zu steil, um sie zu erklettern, also kehrte Guðlaugur ins Meer zurück, um an anderer Stelle an Land zu gehen. Hier erkletterte er die Klippen und lief barfuß mehrere Kilometer über scharfkantige Lavafelder zur nächsten Ansiedlung, wobei er sich zahlreiche tiefe Schnittwunden an den Füßen zuzog. Gegen 7:00 Uhr am Morgen des 12. März klopfte er an die Tür eines Dorfbewohners, der die Rettungskräfte alarmierte.
Er lebte nach dem Unglück, von Überlebensschuld geplagt, weiterhin auf den Westmännerinseln und arbeitete ab 1987 wieder als Fischer. Bis September 2012 saß er zudem im lokalen Parlament.
Guðlaugur heiratete später.
Sein erstaunliches Überleben machte ihn zu einem isländischen Nationalhelden, dem ein Denkmal auf den Westmännerinseln gesetzt wurde. Die Kleidungsstücke, die er trug, ein kariertes Hemd und seine Jeans, sind Bestandteil der Ausstellung im Museum der Westermännerinseln.

## Wissenschaftliche Untersuchung
Zum Zeitpunkt seiner Rettung betrug Guðlaugurs Körpertemperatur weniger als 33 °C (in einigen Quellen 35 °C), was normalerweise zu erheblichen geistigen Einschränkungen in Form von u. a. Verwirrtheit führt. Guðlaugur zeigte jedoch trotz der Unterkühlung weder geistige Einschränkungen noch erhebliche Erfrierungen und überstand das Unglück nahezu unverletzt.
Der Vorfall wurde ab 1985 auf Betreiben von Jóhann Axelsson, Leiter der Abteilung für Physiologie der Universität von Island in Reykjavík, in London unter der Leitung von William R. Keatinge am London Hospital Medical College untersucht. Unter anderem wurde er zusammen mit Navy-Schwimmern in Becken mit Eiswasser gesetzt. Guðlaugur, der nicht sportlich trainiert war, ertrug die Kälte bei weitem besser als die trainierten Soldaten. Man stellte fest, dass Guðlaugur über eine seltene Fettstruktur verfügt, die eher an Robbenfett erinnert, da seine subkutane Fettschicht ungewöhnlich dick ist. Selbst mit dieser ungewöhnlichen Eigenschaft hätte Guðlaugur den Wissenschaftlern zufolge aber nicht so lange in kaltem Wasser überleben dürfen. Ein guter Teil seines Überlebens sei, so die Wissenschaftler, auf seine mentale Stärke und seine Weigerung zu sterben zurückzuführen.

## Rezeption
Der von Baltasar Kormákur inszenierte Spielfilm The Deep aus dem Jahr 2012 behandelt das von Guðlaugur Friðþórsson durchlebte Unglück. Die Hauptrolle übernahm Ólafur Darri Ólafsson.